# Arkarua
Arkarua foi um invertebrado fóssil do Ediacarano. Sua única espécie, Arkarua adami, teve de 3 a 10 mm de diâmetro. Só foi encontrado no Sul da Austrália. Arkarua é conhecido apenas pelos pontos Ediacaranos da cordilheira Flinders, no sul da Austrália. O nome genérico refere-se a Arkaru, uma cobra gigante mítica dos habitantes locais. 

## Classificação
Todos os espécimes conhecidos de Arkarua são moldes que não fornecem nenhuma pista da estrutura interna, tornando a classificação problemática. Por causa da simetria pentâmera de Arkarua, ele é provisoriamente colocado dentro do filo Echinodermata. Por causa de seu disco achatado em formato de botão, juntamente com sua simetria, alguns afirmam que ele pode ser classificado em Edrioasteroidea, uma classe de equinodermos.[carece de fontes?]
Essa identificação permanece suspeita, pois os fósseis não parecem ter madreporitos ou placas de estereom, uma forma cristalina única de carbonato de cálcio a partir da qual os esqueletos de equinodermos são construídos. Essas duas características são obrigatórias de todos os outros equinodermos, já que todos os equinodermos extintos e existentes têm um, o outro ou ambos os recursos presentes. 